# Gendoping
Gendoping is het manipuleren van het tot expressie komen van specifieke genen teneinde het prestatievermogen te vergroten. In 1997 en 1998 verschenen wetenschappelijke publicaties waaruit bleek dat knaagdieren die genetisch gemanipuleerd waren, beter presterende spieren hadden.
De vraag rees of deze technieken ook bij atleten gebruikt zouden kunnen worden, teneinde de prestaties te verhogen: Gendoping.
Gendoping is mogelijk omdat er in de reguliere geneeskunde veel onderzoek wordt gedaan naar gentherapie, met name bij spierziekten zoals de ziekte van Duchenne. Indien men deze technieken gebruikt voor verbetering van de sportieve prestaties, zou men dit gendoping kunnen noemen.
Twee basisonderdelen van gendoping zijn: een stukje genetisch materiaal dat het beoogde prestatiebevorderende effect geeft, en een methode om dat materiaal in het lichaam te krijgen, de zogenaamde vector. Bekende vectoren zijn DNA-plasmiden, het adenovirus en het lentivirus. Een virus is geschikt omdat virussen op heel veel plaatsen in het menselijk lichaam kunnen komen, en dus op veel plaatsen het gewenste genetisch materiaal kunnen afleveren.

## Doelen voor gendoping
- IGF-1, specifieke variant bevordert de spiergroei
- groeihormoon (HGH), vergroot de spiermassa
- myostatine, inactivatie van het gen leidde tot een snelle, grote toename van de spiermassa bij muizen
- epo, bevordert de zuurstofopname
- hypoxia-inducible factor 1a (HIF 1a), verbeterde afgifte van zuurstof aan het hart en de skeletspieren
- peroxisoom proliferator geactiveerde receptor-d (PPAR-d), een geactiveerde variant leidt bij muizen tot een groter uithoudingsvermogen
- PGC-1a, verbetert de aerobe prestaties

## Beperkingen
Het valt nog af te wachten of de effecten zoals gevonden in dierproeven, ook bij de mens zullen optreden. Tevens is het zo dat de vector, zoals bijvoorbeeld het adenovirus, ziekte kan veroorzaken. Tot en met medio 2008 had het gebruik van een adenovirus één dode tot gevolg. Het gemanipuleerde genetisch materiaal kan ook schade opleveren: HIF 1a, HGH en IGF-1 kunnen het risico op het ontstaan van kanker vergroten.
Het aantal laboratoria dat in staat is dergelijke producten te maken is beperkt. Dit kan tot gevolg hebben dat malafide laboratoria nep-varianten op de markt gaan brengen. De gebruiker weet dan niet welke werking of bijwerking valt te verwachten.